# Beaumont-de-Pertuis
Beaumont-de-Pertuis ist eine französische Gemeinde mit 1.102 Einwohnern (Stand 1. Januar 2022) im Département Vaucluse in der Region Provence-Alpes-Côte d’Azur. Sie gehört zum Arrondissement Apt und ist Mitglied im Gemeindeverband Communauté Territoriale Sud-Luberon. Die Bewohner werden Beaumontais und Beaumontaises genannt.

## Geographie
Beaumont-de-Pertuis befindet sich in der Provence und ist die östlichste Gemeinde des Départements Vaucluse an der Grenze zu gleich drei benachbarten Départements: Bouches-du-Rhône, Var und Alpes-de-Haute-Provence. Die Gemeinde liegt etwa 29 Kilometer südöstlich von Apt und etwa 32 Kilometer nordöstlich von Aix-en-Provence.
Umgeben wird Beaumont-de-Pertuis von den sieben Nachbargemeinden:
| La Bastide-des-Jourdans | Pierrevert (Alpes-de-Haute-Provence)        | Corbières-en-Provence (Alpes-de-Haute-Provence) |
| Grambois                | Kompassrose, die auf Nachbargemeinden zeigt | Vinon-sur-Verdon (Var)                          |
| Mirabeau                |                                             | Saint-Paul-lès-Durance (Bouches-du-Rhône)       |

Mit einer Fläche von 56,07 km² ist Beaumont-de-Pertuis eine der größten Gemeinden des Départements. Im Nordwesten erheben sich die Ausläufer des Grand Luberon mit dem Luberon-Regionalpark, zu dem das Gemeindegebiet gehört. Die Gemeinde liegt im Einzugsgebiet der Rhone. Der am Ortszentrum vorbeifließende Torrent de Saint-Marcel entspringt auf rund 480 Metern Höhe kurz hinter der Grenze auf dem Gebiet von La Bastide-des-Jourdans und mündet nach 11,2 Kilometern Länge als rechter Nebenfluss in die Durance, die eine natürliche Grenze zu den Nachbargemeinden Saint-Paul-lès-Durance und Vinon-sur-Verdon bildet.

## Verkehr
Ganz im Südosten der Gemeinde verläuft die Autoroute A51 aus Marseille und Aix-en-Provence kommend, von der man jedoch von Beaumont aus keinen Anschluss hat. Die parallel dazu entlangführende Route départementale D996 verbindet die Städte Pertuis und Manosque, wo sich auch die nächstgelegenen Bahnhöfe befinden.

## Geschichte
Die ersten Spuren menschlicher Anwesenheit reichen bis in die vorgeschichtliche Zeit zurück. Im Mittelalter lag die Stadt an einer vielbefahrenen Handelsstraße und zählte mehr als 1000 Einwohner. Damit gehörte sie zu den größten und zu den dichtestbesiedelten Orten im Umkreis. Beaumont-de-Pertuis wurde seit 1509 von fünf Erdbeben heimgesucht, von denen das bislang heftigste das im Jahre 1812 mit einer Stärke von 7 bis 8 gewesen ist. Dessen Spuren sind noch durch Risse auf vielen öffentlichen Denkmälern wie z. B. der Pfarrkirche Saint-Jean-Baptiste sichtbar.

### Einwohnerentwicklung
| Jahr      | 1962 | 1968 | 1975 | 1982 | 1990 | 1999 | 2006 | 2018 |
| --------- | ---- | ---- | ---- | ---- | ---- | ---- | ---- | ---- |
| Einwohner | 492  | 631  | 601  | 658  | 788  | 934  | 1001 | 1136 |

## Sehenswürdigkeiten

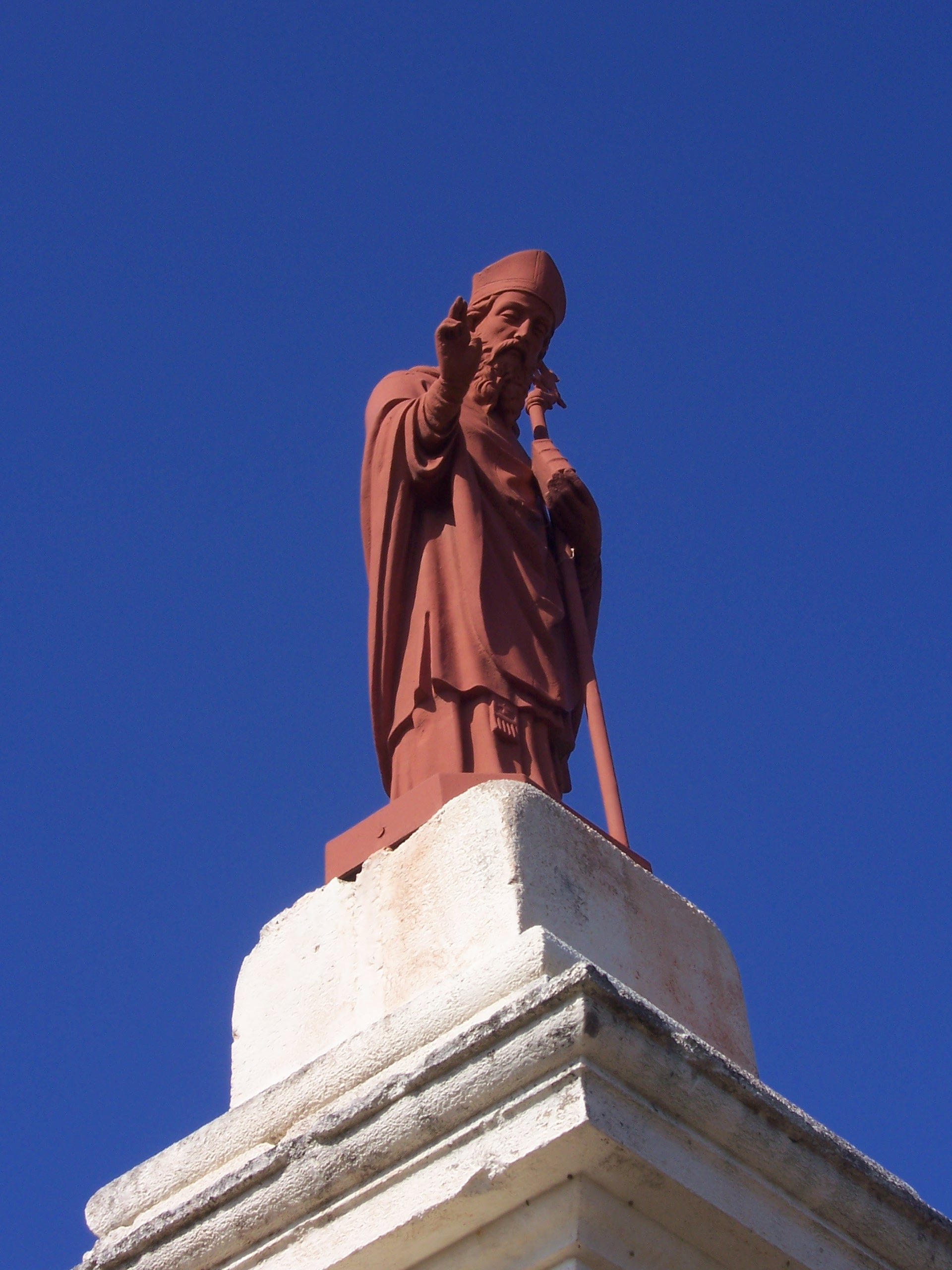
Statue von St. Eucher

- Prähistorische Wohnstätten in den Felsengrotten von Saint-Eucher
- Oppidum Montmartre
- Überreste eine ellipsenförmigen Ummauerung mit drei Rundtürmen (16. Jahrhundert)
- Ehemalige Windmühle bei Hautes-Croix aus dem 18. Jahrhundert
- Wassermühle in Nallin über dem Torrent de la Combe, im späten 18. Jahrhundert neu gebaut
- Die Pfarrkirche Saint-Jean-Baptiste wurde vermutlich im 12. Jahrhundert erbaut, die nördliche Seitenkapelle in der ersten Hälfte des 17. Jahrhunderts. Die Kirche wurde 1708 durch ein Erdbeben teilweise zerstört. Die südliche Hälfte wurde im Jahr 1714 neu gebaut und um den Glockenturm und die Sakristei erweitert, das Gewölbe des Kirchenschiffs wurde erhöht und die Steinplatten des Daches wurden durch Hohlziegel ersetzt.
- Felsenkapelle Saint-Eucher (12. Jahrhundert)
- Kapelle Notre-Dame-de-Beauvoir mit Statue von St. Eucher. Es handelt sich um eine romanische Kapelle aus dem 12. Jahrhundert, die im 13. oder 14. Jahrhundert durch die Vergrößerung des Kirchenschiffs verändert wurde, gefolgt von einer Reihe von Bauarbeiten im 16. Jahrhundert und Umbauten im 18. Jahrhundert. Die Gemälde wurden 2008 freigelegt und stammen aus dem 12. Jahrhundert. Sie erstrecken sich hauptsächlich an der Nordwand der Kapelle. Die derzeit sichtbaren Szenen stellen den Einzug in Jerusalem (Westteil) sowie ein Letztes Abendmahl (Ostteil) und einen Erzengel (Triumphbogen) dar. Die Kapelle ist seit 2011 als Monument historique klassifiziert.
- Romanische Kapelle Sainte-Croix aus dem 13. Jahrhundert